# Gina Torrealva
Gina Torrealva (16 de novembro de 1961) é uma ex-jogadora de voleibol do Peru que competiu nos Jogos Olímpicos de 1980, 1984 e 1988.
Torrealva fez a sua estreia em Olimpíadas nos jogos de 1980, participando de quatro jogos e terminando na sexta posição com o time peruano na competição olímpica. Em 1984, ela jogou em cinco confrontos e finalizou na quarta colocação com o conjunto peruano no campeonato olímpico. Quatro anos depois, ela fez parte da equipe peruana que conquistou a medalha de prata no torneio olímpico de 1988, no qual atuou em cinco partidas.